# نيكولا بيلتز
نيكولا آن بيلتز (بالإنجليزية: Nicola Anne Peltz)‏ المعروفة بـ (نيكولا بيلتز)، ولدت في (9 يناير 1995، مقاطعة ويستتشستر بولاية نيويورك في الولايات المتحدة ) هي ممثلة أميركية.
عُرفت بتأديتها لدور (كتارا) في سلسلة الأفلام الفانتازيا «ذا لاست إيربندر» الذي أنتجته شركة «باراماونت بيكتشرز»، والذي حاز على العديد من الجوائز العالمية، إضافةً إلى مشاركتها في مسلسل قناة شبكة A&E التلفزيوني نزل بيتس. في خريف عام 2014 أدت الدور الرئيسي في فيلم المتحولون: عصر الانقراض.

## نشأتها
ولدت نيكولا بيلتز في مقاطعة ويستتشستر بولاية نيويورك، لأسرة تتكون من أم عارضة أزياء سابقة أمريكية تدعى كلوديا بيلتز وأب ممثل أمريكي يدعى (نيلسون بيلتز)؛ وهو من أكبر رجال الأعمال في أمريكا ؛ ولديها أربعة أشقاء أكبر منها سناً وثلاثة أصغر منها سناً. والدها من يهود النمساوي ويهود الروسي؛ ووالدتها من ألمانية وويلزية وإنجليزية.

## مشوارها الفني

### بداية عملها
أدت بيلتز أول أدوار البطولة في فيلم روائي طويل عام 2006 في فيلم زخرفة القاعات أمام المخرج العالمي داني ديفيتو والممثل العالمي ماثيو برودريك والممثلات كريستين دافيس، كريستين تشينوويث. كما كانت لها أدوار صغيرة في أفلام Harold، و"القتل المبرر في عام 2008.

### 2013-2010
وفي عام 2010 لعبت بيلتز دور «كتارا» في سلسلة الأفلام الفانتازيا «ذا لاست إيربندر» الذي أنتجته شركة «باراماونت بيكتشرز» أمام الممثلين ديف باتل ونواه رينجر وجاكسون راثبون، والذي حاز على العديد من الجوائز العالمية. في تلك السلسلة، لعبت فيرلاند دور كتارا، زميلة الشخصية الرئيسية «آنغ» (نواه رينجر). وفي عام 2012 لعبت دور «رينيه كايت» في فيلم التلفزيوني Eye of the Hurricane. في عام 2013، قامت بالتمثيل بدور شخصية «برادلي مارتن» في المسلسل الدرامي نزل بيتس للكاتب كريستوفر نيلسون، التي بنيت على شبكة التلفزيونية A&E، أمام فريدي هايمور، فيرا فارميغا، أوليفيا كوك، ماكس ثيريت، نيستور كاربونيل. في تلك السلسلة، لعبت بيلتز دور الفتاة الجميلة «برادلي مارتن»، زميلة الشخصية الرئيسية «نورمان بيتس» (فريدي هايمور).

### 2014 - الآن
وفي عام 2014 قامت بيلتز دور «تيسا ييغر» في سلسلة أفلام الحركة الشهيرة «المتحولون: عصر الانقراض» أمام مارك والبيرغ، كيلسي جرامر، صوفيا مايلز، ستانلي توكسي  ؛ والذي حاز على العديد من الجوائز العالمية وشعبية هائلة بين أفلام الحركة في عام 2014. وفي نفس السنة أدت بيلتز دور البطولة في فيلم الدرامي Affluenza.

## السيرة الفنية

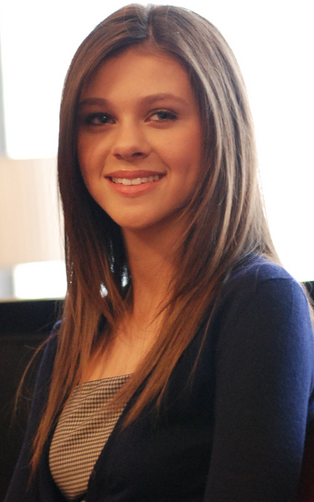
بيلتز في العرض الأول لفيلم "ذا لاست إيربندر" في ديترويت، في عام 2010.

| السنة | الفيلم                  | بالإنجليزية                     | الدور      |
| ----- | ----------------------- | ------------------------------- | ---------- |
| 2006  | زخرفة القاعات           | Deck the Halls                  | ماكنزي     |
| 2008  | هارولد                  | Harold                          | بيكي       |
| 2008  | القتل المبرر            | Righteous Kill                  | لين        |
| 2010  | ذا لاست إيربندر         | The Last Airbender              | كتارا      |
| 2012  | آي أوف ذا هوريكاين      | Eye of the Hurricane            | رينيه كايت |
| 2014  | المتحولون: عصر الانقراض | Transformers: Age of Extinction | تيسا ييغر  |
| 2014  | الثراء                  | Affluenza                       | كيت ميلر   |
| 2020  | هوليديت                 | Holydate                        | فيليسيتي   |
| 2024  | لولا                    | Lola                            | لولا جيمس  |

| السنة | المسلسل  | بالإنجليزية | الدور        | ملاحظات   |
| ----- | -------- | ----------- | ------------ | --------- |
| 2013  | نزل بيتس | Bates Motel | برادلي مارتن | دور رئيسي |

## الجوائز والترشيحات
| السنة | الجائزة                | النتيجة |
| ----- | ---------------------- | ------- |
| 2011  | "جائزة التوتة الذهبية" | رُشِّح     |
| 2011  | "جائزة التوتة الذهبية" | رُشِّح     |
| 2014  | "جوائز شباب هوليوود"   | رُشِّح     |
| 2014  | "جائزة سينماكون"       | فوز     |
| 2014  | "جائزة تين تشويس"      | رُشِّح     |